# Azalea

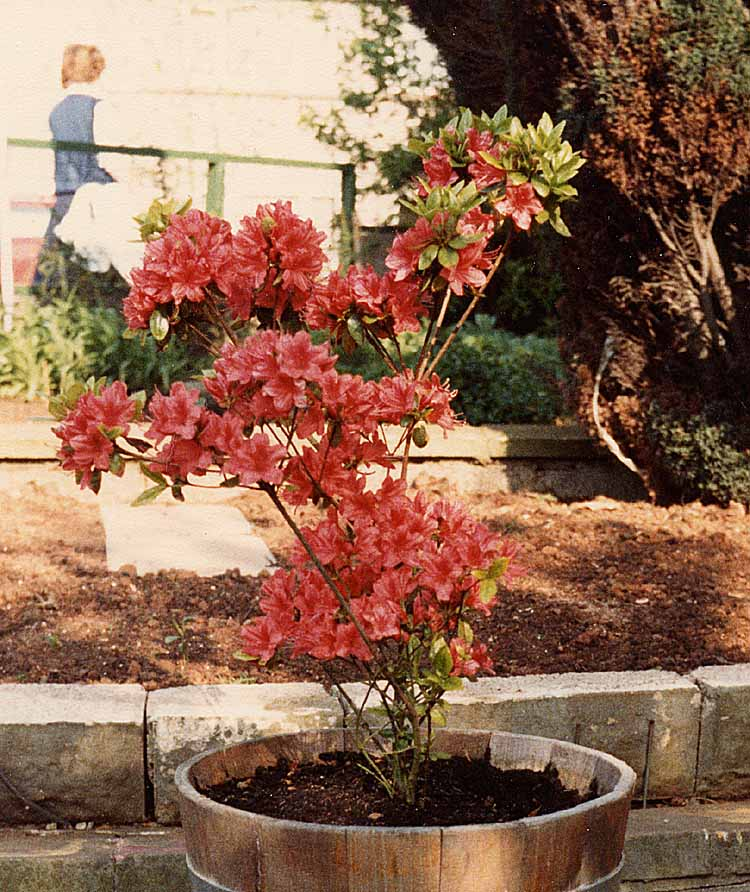
Rhododendron 'Hinodegiri'

La azalea o, más propiamente, las azaleas (también azáleas, en México) son los arbustos de flores del género Rhododendron, especialmente las antiguas variedades Tsutsuji (siempreverde) y Pentanthera (caduca). Florecen en primavera, y a menudo sus flores duran varias semanas. Toleran la sombra, y prefieren vivir cerca o debajo de los árboles. Forman parte de la familia Ericaceae (ericáceas).

## Plantas de interior
Las dos especies cultivadas como plantas de interior provienen originalmente de China y Japón. En Europa, la azalea india (Rhododendron simsii) y un poco menos la azalea japonesa (Rhododendron japonicum) son populares como planta de interior.[cita requerida]
Las azaleas de interior son heterocigotas y, por lo tanto, solo se propagan vegetativamente (por esquejes). Todas son variedades que darían lugar a cientos de variaciones si se sembraran, no son “seguras para las semillas”, y las variedades individuales solo se pueden obtener de manera vegetativa. Después del enraizamiento, se realizan el enraizado y la poda para lograr plantas ramificadas. La mayoría de las veces se cultiva al aire libre en verano. Antes de las primeras heladas, las macetas deben colocarse en invernaderos con calefacción. Allí se mantienen frescas, sin heladas. Dependiendo de la variedad, luego se colocan en invernaderos más cálidos para "forzar" en diferentes fechas. Se cultivan en viveros especiales hasta que brotan. El forzamiento ocurre a menudo en empresas hortícolas más pequeñas o más diversas. Las azaleas requieren una habitación lo más fresca posible: cuanto más frescas son, más tiempo florecen. Es importante no dejar que se sequen por completo.[cita requerida]

## Cultivo

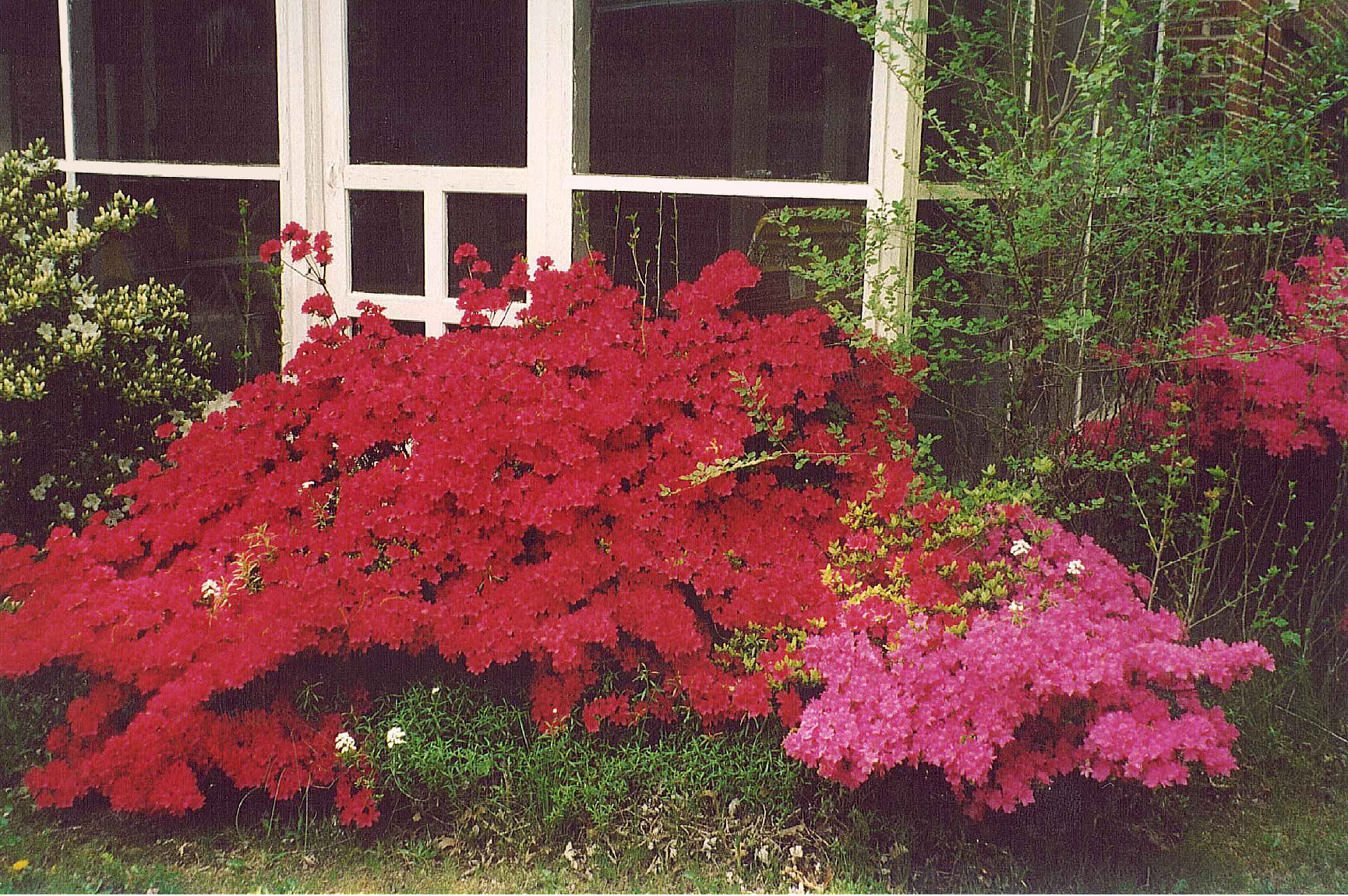
Azalea con cincuenta años de edad.

Desde hace cientos de años las azaleas han sido cultivadas por los entusiastas de las flores. Esta selección por parte del ser humano ha dado como resultado más de 10 000 variedades diferentes que se propagan mediante gajos. También es posible reproducir las azaleas mediante germinación de semillas.
Por lo general las azaleas son de crecimiento lento y prefieren suelos ácidos con buen drenaje (4.5–6.0 pH). Requiere de poca cantidad de fertilizante; algunas especies requieren de poda frecuente.
Las azaleas son nativas de varios continentes incluidos Asia, Europa y América del Norte. Son utilizadas como plantas ornamentales en el sureste de Estados Unidos, sur de Asia, y partes del suroeste de Europa.

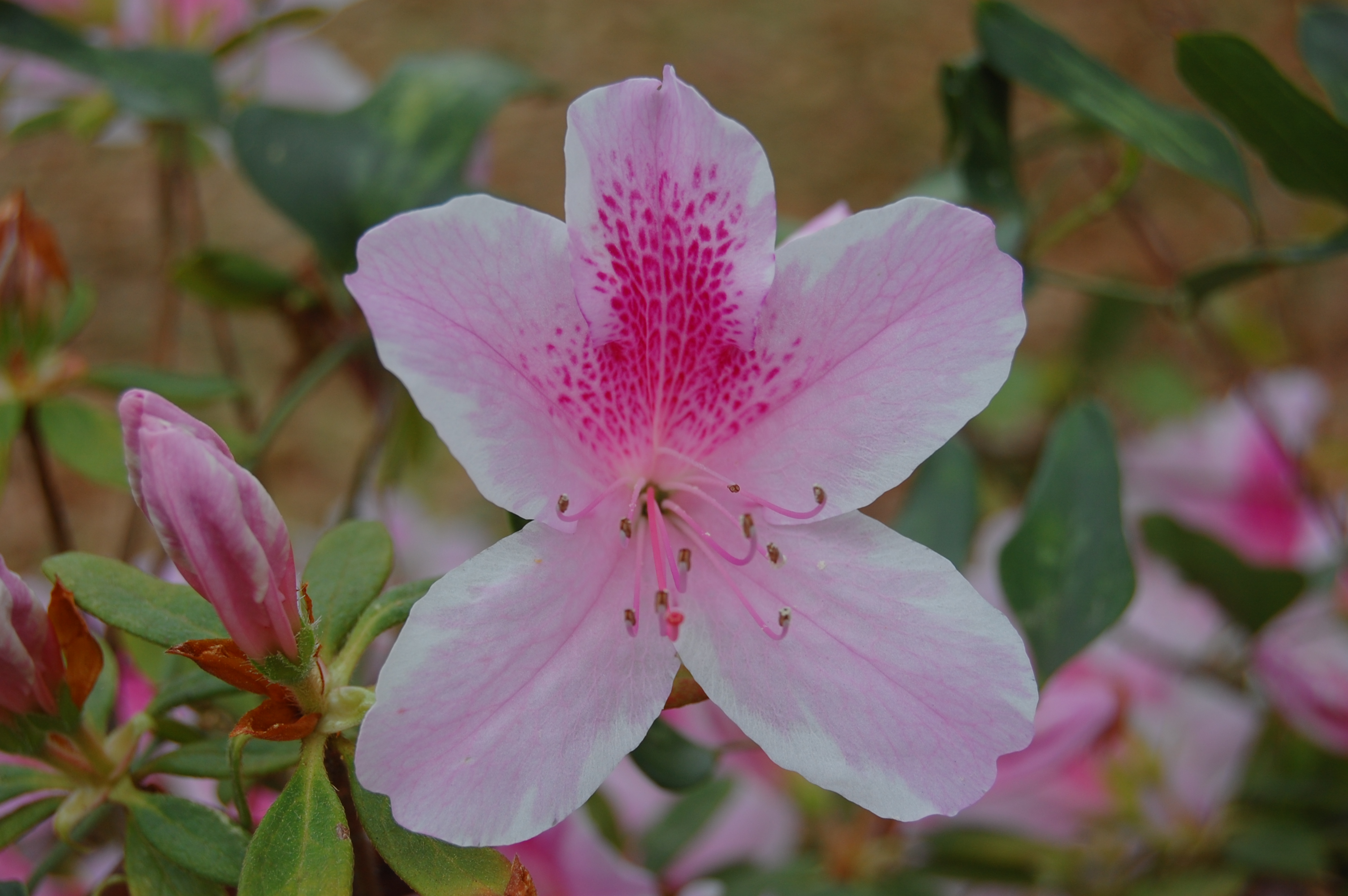
Azalea George Taber.

Según el historiador de las azaleas Fred Galle, en Estados Unidos, Azalea indica (en este caso, el grupo de plantas denominado Southern indicas) fue inicialmente utilizada para decorar parques y jardines en la década de 1830 en la explotación agrícola de arroz denominada Magnolia-on-the-Ashley en Charleston, Carolina del Sur. El dueño de Magnolia John Grimke Drayton importó las plantas desde Filadelfia, donde solo se las cultivaba en invernaderos. Alentado por Charles Sprague Sargent del Arnold Arboretum de Harvard, los Jardines Magnolia se abrieron al público en 1871, luego de concluir la Guerra Civil. Magnolia es uno de los más antiguos jardines públicos de Estados Unidos. Desde el siglo XIX, durante fines de marzo y comienzos de abril, miles de visitantes concurren a presenciar la floración de las azaleas.

## Toxicidad
Además de ser renombrada por su belleza, la azalea es altamente tóxica, contiene andromedotoxinas en sus hojas y en el néctar, incluida la miel del néctar. En ciertas regiones de Turquía, las abejas son alimentadas deliberadamente con néctar de azalea/Rododendro, un tipo de miel que altera la mente, potencialmente medicinal y ocasionalmente letal llamada "miel de la locura".

## En la cultura popular
La canción mexicana "Flor de azalea", de 1949, compuesta por Manuel Esperón González y Zacarías Gómez Urquiza, fue un éxito inicialmente en la voz de Jorge Negrete. Según la leyenda, la fuente de inspiración de la canción fue la actriz Elsa Aguirre.